# Campeonato Mundial de Patinação Artística no Gelo de 1962
O Campeonato Mundial de Patinação Artística no Gelo de 1962 foi a quinquagésima segunda edição do Campeonato Mundial de Patinação Artística no Gelo, um evento anual de patinação artística no gelo organizado pela União Internacional de Patinação (em inglês:  International Skating Union) onde os patinadores artísticos competem pelo título de campeão mundial. A competição foi disputada entre os dias 14 de março e 17 de março, na cidade de Praga, Tchecoslováquia. Originalmente a cidade de Praga iria sediar a edição de 1961, que acabou sendo cancelada após o acidente com o voo Sabena 548, que caiu nos arredores da cidade de Bruxelas, Bélgica, próximo ao aeroporto de Bruxelas, que vitimou os membros da equipe dos Estados Unidos de patinação artística.

## Eventos
- Individual masculino
- Individual feminino
- Duplas
- Dança no gelo

## Medalhistas
| Evento                        | Ouro                                          | Prata                                                  | Bronze                                           |
| Individual masculino detalhes | Donald Jackson · Canadá                       | Karol Divín · Tchecoslováquia                          | Alain Calmat · França                            |
| Individual feminino detalhes  | Sjoukje Dijkstra · Países Baixos              | Wendy Griner · Canadá                                  | Regine Heitzer · Áustria                         |
| Duplas detalhes               | Maria Jelinek · Otto Jelinek · Canadá         | Liudmila Belousova · Oleg Protopopov · União Soviética | Margret Göbl · Franz Ningel · Alemanha Ocidental |
| Dança no gelo detalhes        | Eva Romanovál · Pavel Roman · Tchecoslováquia | Christiane Guhel · Jean Paul Guhel · França            | Virginia Thompson · William McLachlan · Canadá   |

## Resultados

### Individual masculino
| Pos.              | Nome                  | Nacionalidade      | Pontos |
| ----------------- | --------------------- | ------------------ | ------ |
| Medalha de ouro   | Donald Jackson        | Canadá             | 13     |
| Medalha de prata  | Karol Divín           | Tchecoslováquia    | 17     |
| Medalha de bronze | Alain Calmat          | França             | 25     |
| 4                 | Donald McPherson      | Canadá             | 37     |
| 5                 | Manfred Schnelldorfer | Alemanha Ocidental | 54     |
| 6                 | Monty Hoyt            | Estados Unidos     | 59     |
| 7                 | Emmerich Danzer       | Áustria            | 68     |
| 8                 | Scott Allen           | Estados Unidos     | 82     |
| 9                 | Peter Jonas           | Áustria            | 81     |
| 10                | Nobuo Sato            | Japão              | 92     |
| 11                | Bodo Bockenauer       | Alemanha Oriental  | 97     |
| 12                | Robin Jones           | Reino Unido        | 101    |
| 13                | Sepp Schönmetzler     | Alemanha Ocidental | 109    |
| 14                | Valeri Meshkov        | União Soviética    | 117    |
| 15                | Per Kjølberg          | Noruega            | 137    |
| 16                | Karoly Ujlaky         | Hungria            | 142    |
| 17                | Robert Dureville      | França             | 149    |
| 18                | Alain Trouillet       | França             | 159    |

### Individual feminino
| Pos.              | Nome                      | Nacionalidade      | Pontos |
| ----------------- | ------------------------- | ------------------ | ------ |
| Medalha de ouro   | Sjoukje Dijkstra          | Países Baixos      | 9      |
| Medalha de prata  | Wendy Griner              | Canadá             | 21     |
| Medalha de bronze | Regine Heitzer            | Áustria            | 42     |
| 4                 | Petra Burka               | Canadá             | 39     |
| 5                 | Barbara Ann Pursley-Roles | Estados Unidos     | 52     |
| 6                 | Nicole Hassler            | França             | 64     |
| 7                 | Jana Mrázková             | Tchecoslováquia    | 71     |
| 8                 | Karin Frohner             | Áustria            | 79     |
| 9                 | Miwa Fukuhara             | Japão              | 81     |
| 10                | Lorraine Hanlon           | Estados Unidos     | 105    |
| 11                | Jacqueline Harbord        | Reino Unido        | 101    |
| 12                | Helli Sengtschmid         | Áustria            | 98     |
| 13                | Eva Grozajova             | Tchecoslováquia    | 101    |
| 14                | Fränzi Schmidt            | Suíça              | 108    |
| 15                | Karin Gude                | Alemanha Ocidental | 122    |
| 16                | Victoria Fisher           | Estados Unidos     | 148    |
| 17                | Ann-Margreth Frei         | Suécia             | 161    |
| 18                | Sandra Brugnera           | Itália             | 159    |
| 19                | Helga Zöllner             | Hungria            | 166    |
| 20                | Tatiana Nemtsova          | União Soviética    | 174    |
| 21                | Gabriele Seyfert          | Alemanha Oriental  | 178    |

### Duplas
| Pos.              | Nome                                       | Nacionalidade      | Pontos |
| ----------------- | ------------------------------------------ | ------------------ | ------ |
| Medalha de ouro   | Maria Jelinek / Otto Jelinek               | Canadá             | 15     |
| Medalha de prata  | Liudmila Belousova / Oleg Protopopov       | União Soviética    | 16.5   |
| Medalha de bronze | Margret Göbl / Franz Ningel                | Alemanha Ocidental | 25.5   |
| 4                 | Debbi Wilkes / Guy Revell                  | Canadá             | 45     |
| 5                 | Milada Kubikova / Jaroslav Votruba         | Tchecoslováquia    | 52.5   |
| 6                 | Gertrude Desjardins / Maurice Lafrance     | Canadá             | 59.5   |
| 7                 | Gerda Johner / Rüdi Johner                 | Suíça              | 63.5   |
| 8                 | Dorothyann Nelson / Pieter Kollen          | Estados Unidos     | 70.5   |
| 9                 | Irene Müller / Hans-Georg Dallmer          | Alemanha Oriental  | 73.5   |
| 10                | Judianne Fotheringill / Jerry Fotheringill | Estados Unidos     | 81.5   |
| 11                | Valerie Hunt / Peter Burrows               | Reino Unido        | 73.5   |
| 12                | Diana Hinko / Bernhard Henhappel           | Áustria            | 107.5  |
| 13                | Mieko Otwa / Yutaka Doke                   | Japão              | 113    |

### Dança no gelo
| Pos.              | Nome                                  | Nacionalidade      | Pontos |
| ----------------- | ------------------------------------- | ------------------ | ------ |
| Medalha de ouro   | Eva Romanová / Pavel Roman            | Tchecoslováquia    | 15     |
| Medalha de prata  | Christiane Guhel / Jean Paul Guhel    | França             | 26     |
| Medalha de bronze | Virginia Thompson / William McLachlan | Canadá             | 23     |
| 4                 | Linda Shearman / Michael Phillips     | Reino Unido        | 42     |
| 5                 | Paulette Doan / Kenneth Ormsby        | Canadá             | 45     |
| 6                 | Donna Mitchell / John Mitchell        | Canadá             | 57     |
| 7                 | Dorothyann Nelson / Pieter Kollen     | Estados Unidos     | 55.5   |
| 8                 | Yvonne Littlefield / Peter Betts      | Estados Unidos     | 64.5   |
| 9                 | Mary Parry / Roy Mason                | Reino Unido        | 77     |
| 10                | Györgyi Korda / Pal Vasarhelyi        | Hungria            | 99     |
| 11                | Helga Burkhardt / Hannes Burkhardt    | Alemanha Ocidental | 108    |
| 12                | Olga Dilardini / Germane Ceccattini   | Itália             | 119    |
| 13                | Marlise Fornachon / Charly Pichard    | Suíça              | 114    |
| 14                | Armelie Flichy / Pierre Brum          | França             | 116    |
| 15                | Christl Trebesiner / Gerald Felsinger | Áustria            | 131    |
| 16                | Gabriele Rauch / Rudy Mathysik        | Alemanha Ocidental | 142    |
| 17                | Eiko Kaneko / Mikio Takeuchi          | Japão              | 143    |

## Quadro de medalhas
| Ordem | País               | Medalha de ouro | Medalha de prata | Medalha de bronze |    | Ordem por total |
| ----- | ------------------ | --------------- | ---------------- | ----------------- | -- | --------------- |
| 1     | Canadá             | 2               | 1                | 1                 | 4  | 1               |
| 2     | Tchecoslováquia    | 1               | 1                |                   | 2  | 2               |
| 3     | Países Baixos      | 1               |                  |                   | 1  | 3               |
| 4     | França             |                 | 1                | 1                 | 2  | 2               |
| 5     | União Soviética    |                 | 1                |                   | 1  | 3               |
| 6     | Alemanha Ocidental |                 |                  | 1                 | 1  | 3               |
| 6     | Áustria            |                 |                  | 1                 | 1  | 3               |
| TOTAL | TOTAL              | 4               | 4                | 4                 | 12 | —               |